# Trampa para pato (estructura)

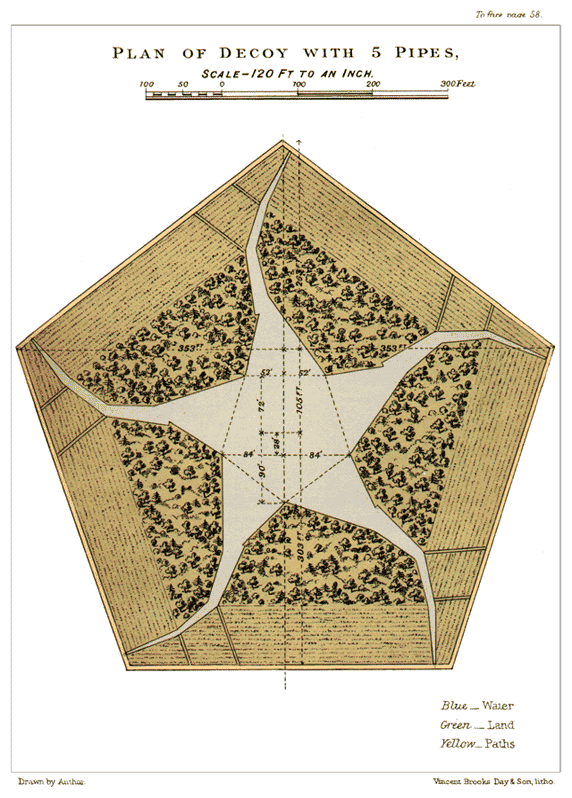
Un plano de una trampa para pato de cinco tubos.

Un trampa para pato es un dispositivo para capturar patos silvestres u otras especies de aves acuáticas. Las trampas tenían una ventaja sobre la caza de patos con escopeta, ya que la carne de pato no contenía perdigones de plomo. Por consiguiente, se podía cobrar un precio más alto por ella.
Las trampas todavía se utilizan para la caza de patos, pero ahora también se utilizan para la investigación ornitológica, en la que las aves se liberan después de la captura.

## Etimología
La palabra trampa se deriva de la palabra holandesa eendenkooi, que significa "jaula de patos";  El Diccionario Chambers sugiere holandés de kooi = "la jaula".

## Descripción

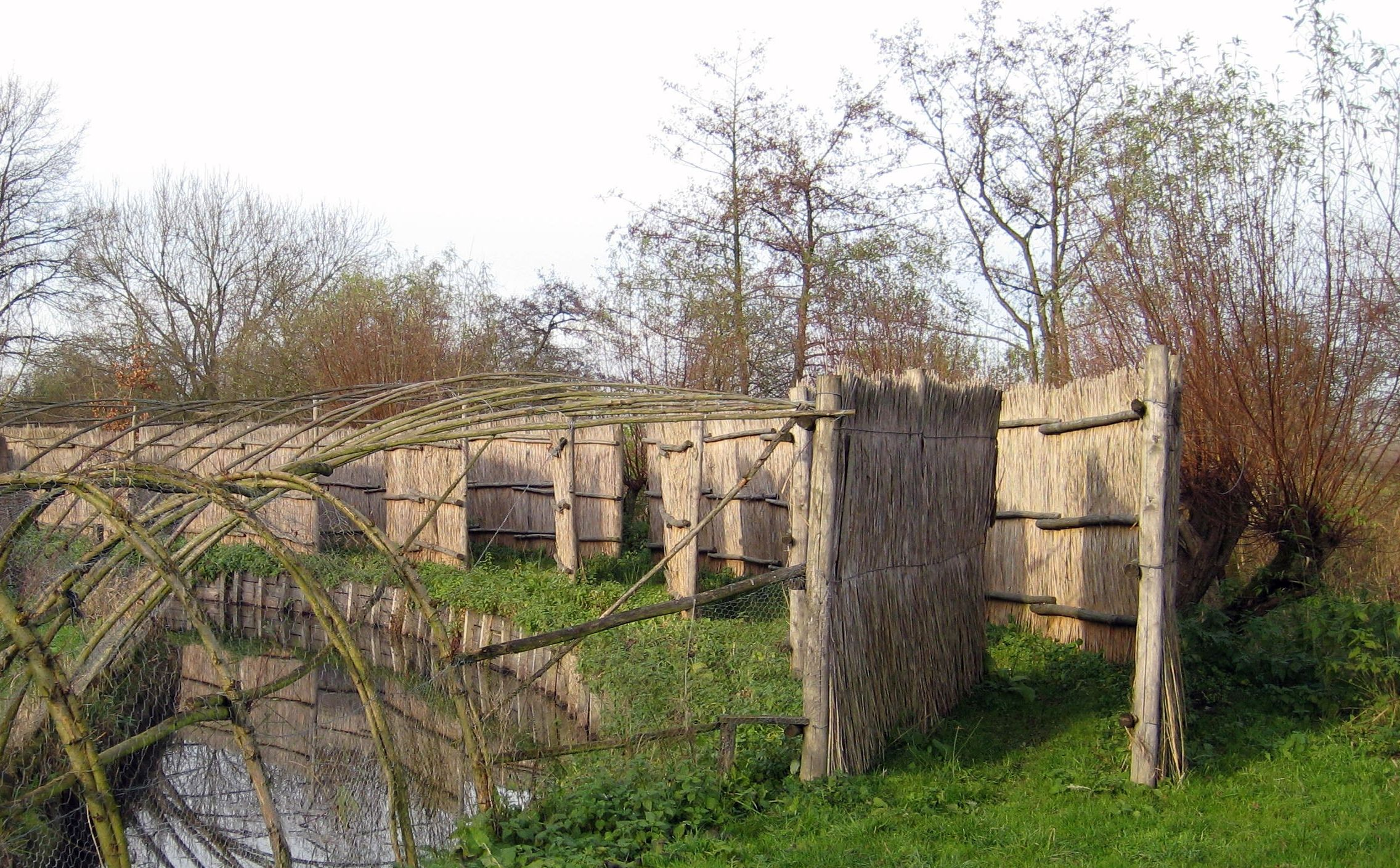
Pantallas junto a una pipa trampa para pato en una reserva natural cerca de Waardenburg, Países Bajos (2007).

Tal como finalmente se desarrolló, la trampa consistía en un estanque de agua, del que salían de uno a ocho fosos curvos, ahusados y llenos de agua. Sobre cada zanja hay una serie de aros, inicialmente hechos de madera y luego de hierro, que disminuyen de tamaño a medida que la zanja se estrecha. Los aros están cubiertos de red. A la combinación de zanja y aro cubierto de red se le conoce como tubería. En la curva exterior de la tubería, en dos tercios de su longitud, hay pantallas superpuestas. 

## Operación

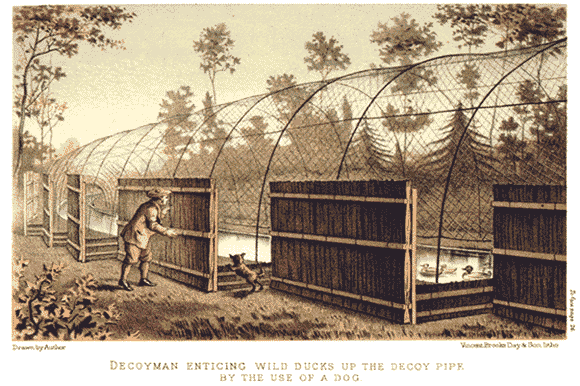
Una ilustración de 1886 que muestra a una trampa y su perro en el trabajo.

Los patos salvajes vuelan y se posan en el estanque central; el operador de la trampa podría mantener una población residente de patos domesticados para animarlos a hacerlo.  Cuando se ha reunido un número suficiente de patos, se les anima a nadar por una de las tuberías que salen de la piscina, donde quedan atrapados. Si la trampa tiene varios tubos, entonces la dirección del viento determina cuál se utiliza; es importante que el viento sople aproximadamente hacia arriba del tubo para que la trampa permanezca a favor del viento de los patos. 
Se anima a los patos a nadar por la tubería utilizando un perro, alimentándolos o una combinación de ambos.

### Uso de perros
Los patos son curiosos por naturaleza y cuando ven un depredador, como un zorro, lo mantienen a distancia, pero tienden a seguirlo. La trampa utiliza un perro, preferiblemente de una raza similar en apariencia a un zorro, para atraer a los patos a lo largo de las tuberías. Con este fin, en el siglo XVI en los Países Bajos se desarrolló la raza spaniel holandés. El perro aparece entre un hueco de las mamparas y los patos se acercan. Luego aparece en el siguiente espacio a lo largo de la tubería, y así sucesivamente hasta que los patos quedan atrapados al final de la tubería. Para que un perro sea apto para esta tarea, no debe ladrar y debe ser completamente obediente al operador de la trampa. El hombre dirige silenciosamente al perro usando gestos con las manos mientras observa el progreso de los patos a través de las mirillas en las pantallas. 

### Alimentación
El operador camina detrás de las pantallas, arrojando granos u otros alimentos sobre ellas mientras se mantiene fuera de la vista. Los patos lo siguen, comen la comida y quedan atrapados al final de la tubería. Esta tarea requiere algo de experiencia y criterio, ya que muy poca comida no animará a los patos a nadar más abajo en la tubería. Mientras que si se les arroja demasiado, se quedarán donde están para consumir lo que hay allí.  El operador también podría haber entrenado a los patos domesticados para que asociaran un suave silbido con la hora de comer. Al hacer sonar un silbato, se animará a los patos domesticados a nadar por la tubería y será más probable que los patos salvajes los sigan. 

## Hoy

### Inglaterra

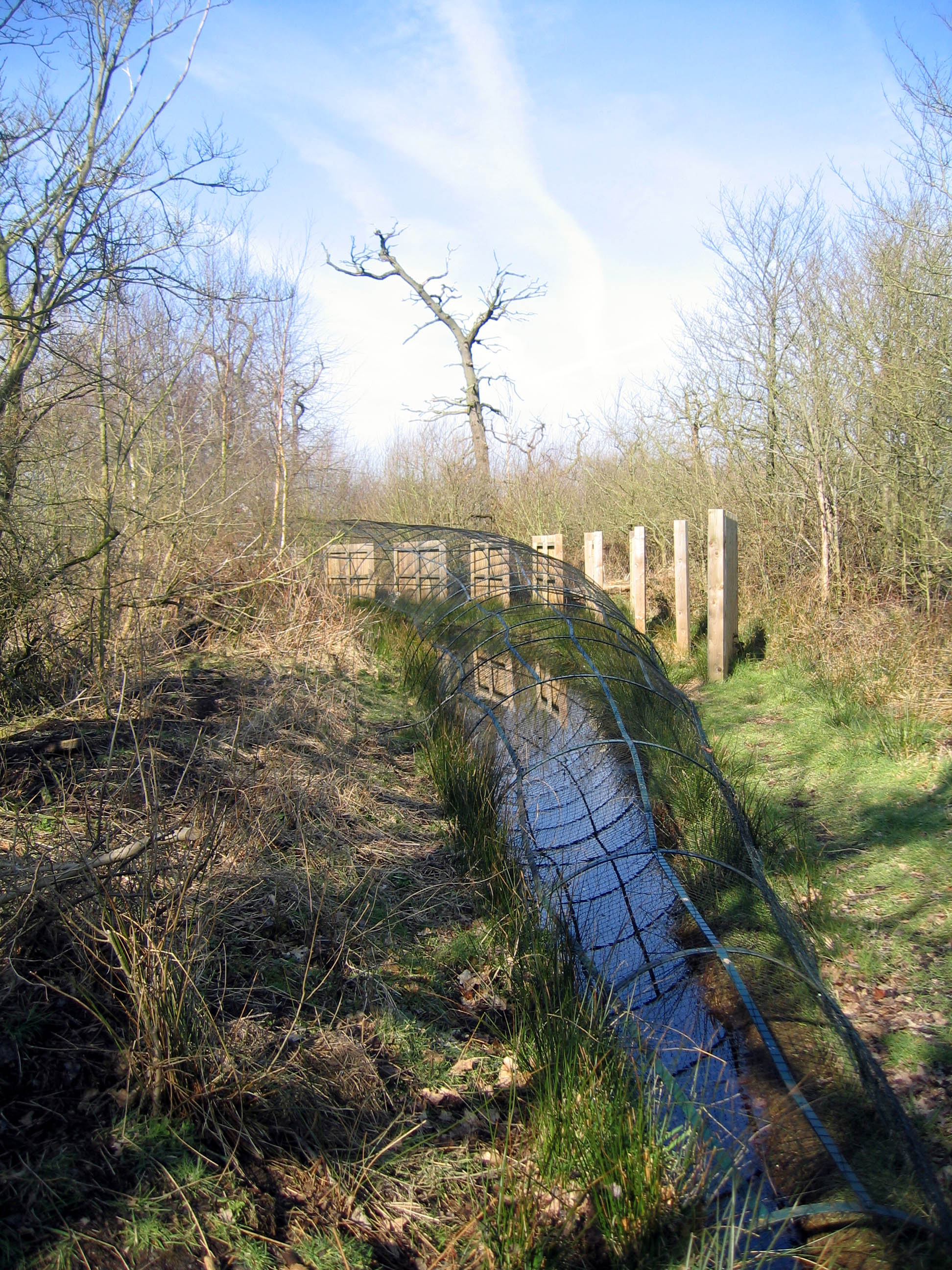
Una de las pipas de Hale Duck Decoy (2005).

A mediados de la década de 1880, todavía había 41 trampas en funcionamiento en Inglaterra y 145 que ya no estaban en uso.  Hoy en día sólo quedan unas pocas trampas para patos en Inglaterra. Estas incluyen Hale Duck Decoy en Cheshire, administrada por Halton Borough Council,  Boarstall Duck Decoy cerca de Aylesbury en Buckinghamshire, propiedad y administrado por el National Trust,  y una trampa en Abbotsbury Swannery, Dorset. 
Algunas se utilizan para atrapar patos para realizar estudios no dañinos, como llamarlos.  
Se pueden encontrar pruebas de antiguas trampas para patos. En Swanpool, cerca de Lincoln, las marcas de corte reveladas en fotografías aéreas muestran los contornos de una trampa.  En Somerset, al oeste de Nyland Hill, hay evidencia de un estanque con tres tubos,  y en Westbury hay una trampa con posiblemente seis tubos. 

### Gales
Las trampas para patos estaban muy extendidas en Gales, siendo especialmente conocida la de Orielton, Pembrokeshire. 

### Escocia
Las trampas para patos eran raras en Escocia, pero se conoce un ejemplo en la Torre Ackergill, Caithness. 

### Irlanda
Las trampas para patos llegaron a Irlanda con la inmigración holandesa en el siglo XVII.  En sus diarios, Sir William Brereton, primer baronet describe a una trampa en el condado de Wexford ya en 1635. 

### Países Bajos
Todavía hay alrededor de 111 trampas en funcionamiento en los Países Bajos y una de las más antiguas data del siglo XIII. siglo.   El número de patos que todavía se capturan para el consumo es pequeño. Un mayor número de patos se cazan mediante tiro. Las trampas se utilizan principalmente con fines de estudio, incluido el timbre, pero también para estudiar la gripe aviar. 

### Dinamarca y Alemania
En las islas de Frisia septentrional, las trampas servían originalmente como pasatiempo para los capitanes y oficiales de barcos durante el invierno. Posteriormente, los estanques también se utilizaron para atrapar un gran número de patos salvajes con fines comerciales. En una trampa en la isla de Föhr se han capturado más de 3.000.000 de patos desde su instalación en 1735, y de 1885 a 1931 estuvo activa una fábrica de carne de pato enlatada en Wyk auf Föhr. La carne en conserva se exportó a todo el mundo. Hoy en día hay seis trampas inactivas en Föhr.  Otra trampa se encuentra cerca de Norddorf, en la isla de Amrum.  La trampa en la isla Pellworm estuvo activa hasta 1946. Hoy es un parque público y ha sido reconvertido en huerta. 